# Lista de sistemas gerenciadores de bancos de dados relacionais
Veja Sistema gerenciador de banco de dados para uma lista dos sistemas de bancos de dados mais representativos.

## Softwares atuais[1]
- 4th Dimension
- Adabas D
- Alpha Five
- Apache Derby
- Aster Data
- Altibase
- BlackRay
- CA-Datacom
- Clarion
- Clustrix
- CSQL
- CUBRID
- Daffodil database
- DataEase
- Database Management Library
- Dataphor
- Derby aka Java DB
- Empress Embedded Database
- EnterpriseDB
- eXtremeDB
- FileMaker Pro
- Firebird
- Greenplum
- GroveSite
- H2
- Helix database
- HSQLDB
- IBM DB2
- IBM Lotus Approach
- IBM DB2 Express-C
- Infobright
- Informix
- Ingres
- InterBase
- InterSystems Caché
- GT.M
- Linter
- MariaDB
- MaxDB
- Microsoft Access
- Microsoft Jet Database Engine (parte do Microsoft Access)
- Microsoft SQL Server
- Microsoft SQL Server Express
- Microsoft Visual FoxPro
- Mimer SQL
- MonetDB
- mSQL
- MySQL
- Netezza
- NexusDB
- NonStop SQL
- Openbase
- OpenLink Virtuoso (Open Source Edition)
- OpenLink Virtuoso Universal Server
- OpenOffice.org Base
- Oracle
- Oracle Rdb for OpenVMS
- Panorama
- PostgreSQL
- Progress Software
- RDM Embedded
- RDM Server
- The SAS system
- SAND CDBMS
- Sav Zigzag
- ScimoreDB
- SmallSQL
- solidDB
- SQLBase
- SQLite
- Sybase Adaptive Server Enterprise
- Sybase Adaptive Server IQ
- Sybase SQL Anywhere (antigamente conhecido como Sybase Adaptive Server Anywhere e Watcom SQL)
- Sybase Advantage Database Server
- Teradata
- TimesTen
- txtSQL
- Unisys RDMS 2200
- UniData
- UniVerse
- Vertica
- VMDS
- VISTADB

## Históricos
- Britton Lee IDMs
- Cornerstone
- MICRO Information Management System
- Oracle Rdb
- Paradox
- Pick
- PRTV
- QBE
- IBM SQL/DS
- Sybase SQL Server